# Stiptopodius glabricollis
Stiptopodius glabricollis är en skalbaggsart som beskrevs av Müller 1942. Stiptopodius glabricollis ingår i släktet Stiptopodius och familjen bladhorningar. Inga underarter finns listade i Catalogue of Life.